# 2020년 더 베스트 FIFA 풋볼 어워드

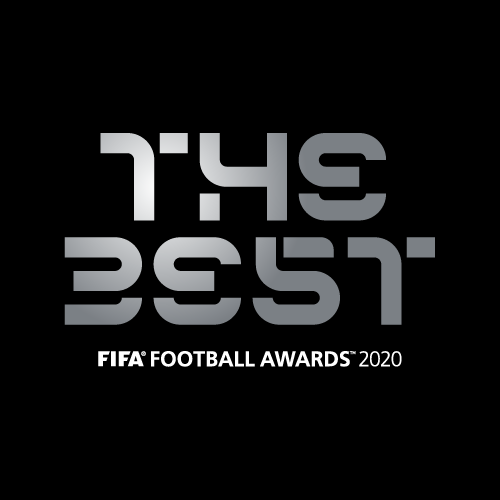

2020년 더 베스트 FIFA 풋볼 어워드(The Best FIFA Football Awards 2020)는 2020년 12월 17일 스위스 취리히에서 열린 국제 축구 연맹(FIFA)의 시상식이다.

## 후보자

### 베스트 선수

#### 남자 부문
| 번호 | 선수                  | 국적       | 소속 클럽            |
| ---- | --------------------- | ---------- | -------------------- |
| 1    | 티아고 알칸타라       | 스페인     | 바이에른 뮌헨 리버풀 |
| 2    | 크리스티아누 호날두   | 포르투갈   | 유벤투스             |
| 3    | 케빈 데 브라위너      | 벨기에     | 맨체스터 시티        |
| 4    | 로베르트 레반도프스키 | 폴란드     | 바이에른 뮌헨        |
| 5    | 사디오 마네           | 세네갈     | 리버풀               |
| 6    | 킬리안 음바페         | 프랑스     | 파리 생제르맹        |
| 7    | 리오넬 메시           | 아르헨티나 | 바르셀로나           |
| 8    | 네이마르              | 브라질     | 파리 생제르맹        |
| 9    | 세르히오 라모스       | 스페인     | 레알 마드리드        |
| 10   | 무함마드 살라흐       | 이집트     | 리버풀               |
| 11   | 버질 판 데이크        | 네덜란드   | 리버풀               |

#### 여자 부문
| 번호 | 선수                 | 국적           | 소속 클럽                   |
| ---- | -------------------- | -------------- | --------------------------- |
| 1    | 루시 브론즈          | 잉글랜드       | 올랭피크 리옹 맨체스터 시티 |
| 2    | 델핀 카스카리노      | 프랑스         | 올랭피크 리옹               |
| 3    | 카롤리네 그라함 한센 | 노르웨이       | 바르셀로나                  |
| 4    | 페르닐레 하르데르    | 덴마크         | 볼프스부르크 첼시           |
| 5    | 헤니페르 에르모소    | 스페인         | 바르셀로나                  |
| 6    | 샘 커                | 오스트레일리아 | 첼시                        |
| 7    | 지소연               | 대한민국       | 첼시                        |
| 8    | 구마가이 사키        | 일본           | 올랭피크 리옹               |
| 9    | 제니페르 머로잔      | 독일           | 올랭피크 리옹               |
| 10   | 비비아너 미데마      | 네덜란드       | 아스널                      |
| 11   | 웬디 르나르          | 프랑스         | 올랭피크 리옹               |

### 베스트 감독

#### 남자 부문
| 번호 | 감독            | 국적       | 소속 구단       |
| ---- | --------------- | ---------- | --------------- |
| 1    | 마르셀로 비엘사 | 아르헨티나 | 리즈 유나이티드 |
| 2    | 한스디터 플리크 | 독일       | 바이에른 뮌헨   |
| 3    | 위르겐 클로프   | 독일       | 리버풀          |
| 4    | 훌렌 로페테기   | 스페인     | 세비야          |
| 5    | 지네딘 지단     | 프랑스     | 레알 마드리드   |

#### 여자 부문
| 번호 | 감독            | 국적     | 소속 구단     |
| ---- | --------------- | -------- | ------------- |
| 1    | 유이스 코르테스 | 스페인   | 바르셀로나    |
| 2    | 리타 과리노     | 이탈리아 | 유벤투스      |
| 3    | 에마 하예즈     | 영국     | 첼시          |
| 4    | 스테판 레흐     | 독일     | 볼프스부르크  |
| 5    | 에헤 리세       | 노르웨이 | 크빈너        |
| 6    | 장루 바소       | 프랑스   | 올랭피크 리옹 |
| 7    | 사리나 비흐만   | 네덜란드 | 네덜란드      |

### 베스트 골키퍼

#### 남자 부문
| 번호 | 선수                     | 국적       | 소속 클럽           |
| ---- | ------------------------ | ---------- | ------------------- |
| 1    | 알리송 베케르            | 브라질     | 리버풀              |
| 2    | 티보 쿠르투아            | 벨기에     | 레알 마드리드       |
| 3    | 케일러 나바스            | 코스타리카 | 파리 생제르맹       |
| 4    | 마누엘 노이어            | 독일       | 바이에른 뮌헨       |
| 5    | 얀 오블라크              | 슬로베니아 | 아틀레티코 마드리드 |
| 6    | 마르크안드레 테어 슈테겐 | 독일       | 바르셀로나          |

#### 여자 부문
| 번호 | 선수                  | 국적     | 소속 클럽                        |
| ---- | --------------------- | -------- | -------------------------------- |
| 1    | 안 카트린 베르게르    | 독일     | 첼시                             |
| 2    | 사라 부하디           | 프랑스   | 올랭피크 리옹                    |
| 3    | 크리스티아네 엔들레르 | 칠레     | 파리 생제르맹                    |
| 4    | 헤드비그 린달         | 스웨덴   | 볼프스부르크 아틀레티코 마드리드 |
| 5    | 앨리사 내허           | 미국     | 시카고 레드 스타스               |
| 6    | 엘리 로버크           | 잉글랜드 | 맨체스터 시티                    |

### FIFA 푸슈카시상
| 번호 | 선수                     | 성별 | 국적              | 소속 클럽         |
| ---- | ------------------------ | ---- | ----------------- | ----------------- |
| 1    | 셜리 크루스              | 여   | 코스타리카        | 레인 FC           |
| 2    | 조르지안 데 아라스캐타   | 남   | 우루과이          | 플라멩구          |
| 3    | 조던 플로레스            | 남   | 잉글랜드          | 던도크 FC         |
| 4    | 앙드레피에르 지냐크      | 남   | 프랑스            | 티그레스 UANL     |
| 5    | 소피 잉글                | 여   | 웨일스            | 첼시              |
| 6    | 즐라트코 유누조비치      | 남   | 오스트리아        | 레드불 잘츠부르크 |
| 7    | 롬포 케카나              | 남   | 남아프리카 공화국 | 선다운스          |
| 8    | 레오넬 퀴뇨네스          | 남   | 에콰도르          | CSD 마카래        |
| 9    | 손흥민                   | 남   | 대한민국          | 토트넘 홋스퍼     |
| 10   | 루이스 알베르토 수아레스 | 남   | 우루과이          | 바르셀로나        |
| 11   | 캐럴린 웨이르            | 여   | 스코틀랜드        | 맨체스터 시티     |

### FIFA 팬상
| 번호 | 후보자                      | 등재 사유 |
| ---- | --------------------------- | --- |
| 1    | 제임스 앤더슨               | 자선가로, 귀하는 축구 클럽을 지원하고 청소년과 여자 축구를 지원하기 위해 첨부된 문자열 없이 수백만 파운드를 기부했음. |
| 2    | 콜롬비아 서포터             | 코로나19 대유행 기간 동안 경쟁자를 제쳐두고 도움이 필요한 사람들에게 음식을 배포하기 위해 함께 모였음.                |
| 3    | 마리발도 프란시스코 다 실바 | 교통비를 지불 할 돈이 부족하지만, 팀 플레이를 보기 위해 12시간 동안 3개 도시를 횡단했음.                              |

### FIFA FIFPro 월드 11 (FIFA FIFPro World 11)

#### 남자 부문
골키퍼
| 번호 | 선수                     | 국적       | 소속 클럽           |
| ---- | ------------------------ | ---------- | ------------------- |
| 1    | 알리송 베케르            | 브라질     | 리버풀              |
| 2    | 티보 쿠르투아            | 벨기에     | 레알 마드리드       |
| 3    | 다비드 데 헤아           | 스페인     | 맨체스터 유나이티드 |
| 4    | 잔루이지 돈나룸마        | 이탈리아   | AC 밀란             |
| 5    | 이데르송 모라이스        | 브라질     | 맨체스터 시티       |
| 6    | 위고 요리스              | 프랑스     | 토트넘 홋스퍼       |
| 7    | 케일러 나바스            | 코스타리카 | 파리 생제르맹       |
| 8    | 마누엘 노이어            | 독일       | 바이에른 뮌헨       |
| 9    | 얀 오블라크              | 슬로베니아 | 아틀레티코 마드리드 |
| 10   | 마르크안드레 테어 슈테겐 | 독일       | 바르셀로나          |

수비수
| 번호 | 선수                  | 국적       | 소속 클럽          |
| ---- | --------------------- | ---------- | ------------------ |
| 1    | 다비드 알라바         | 오스트리아 | 바이에른 뮌헨      |
| 2    | 조르디 알바           | 스페인     | 바르셀로나         |
| 3    | 토비 알데르베이럴트   | 벨기에     | 토트넘 홋스퍼      |
| 4    | 트렌트 알렉산더아널드 | 잉글랜드   | 리버풀             |
| 5    | 다니 아우베스         | 브라질     | 상파울루           |
| 6    | 제롬 보아텡           | 독일       | 바이에른 뮌헨      |
| 7    | 알폰소 데이비스       | 캐나다     | 바이에른 뮌헨      |
| 8    | 버질 판 데이크        | 네덜란드   | 리버풀             |
| 9    | 칼리두 쿨리발리       | 세네갈     | 나폴리             |
| 10   | 마티아스 더 리트      | 네덜란드   | 유벤투스           |
| 11   | 마르셀루 비에이라     | 브라질     | 레알 마드리드      |
| 12   | 세르히오 라모스       | 스페인     | 레알 마드리드      |
| 13   | 앤드류 로버트슨       | 스코틀랜드 | 리버풀             |
| 14   | 치아구 시우바         | 브라질     | 파리 생제르맹 첼시 |
| 15   | 라파엘 바란           | 프랑스     | 레알 마드리드      |

미드필더
| 번호 | 선수              | 국적       | 소속 클럽                           |
| ---- | ----------------- | ---------- | ----------------------------------- |
| 1    | 티아고 알칸타라   | 스페인     | 바이에른 뮌헨 리버풀                |
| 2    | 델레 알리         | 잉글랜드   | 토트넘 홋스퍼                       |
| 3    | 세르히오 부스케츠 | 스페인     | 바르셀로나                          |
| 4    | 카제미루          | 브라질     | 레알 마드리드                       |
| 5    | 필리페 쿠티뉴     | 브라질     | 바이에른 뮌헨 바르셀로나            |
| 6    | 케빈 데 브라위너  | 벨기에     | 맨체스터 시티                       |
| 7    | 브루누 페르난드스 | 포르투갈   | 스포르팅 리스본 맨체스터 유나이티드 |
| 8    | 레온 고레츠카     | 독일       | 바이에른 뮌헨                       |
| 9    | 조던 헨더슨       | 잉글랜드   | 리버풀                              |
| 10   | 프렝키 더 용      | 네덜란드   | 바르셀로나                          |
| 11   | 은골로 캉테       | 프랑스     | 첼시                                |
| 12   | 토니 크로스       | 독일       | 레알 마드리드                       |
| 13   | 요주아 키미히     | 독일       | 바이에른 뮌헨                       |
| 14   | 루카 모드리치     | 크로아티아 | 레알 마드리드                       |
| 15   | 토마스 뮐러       | 독일       | 바이에른 뮌헨                       |

공격수
| 번호 | 선수                    | 국적       | 소속 클럽                             |
| ---- | ----------------------- | ---------- | ------------------------------------- |
| 1    | 세르히오 아궤로         | 아르헨티나 | 맨체스터 시티                         |
| 2    | 피에르에므리크 오바메양 | 가봉       | 아스널                                |
| 3    | 카림 벤제마             | 프랑스     | 레알 마드리드                         |
| 4    | 세르주 냐브리           | 독일       | 바이에른 뮌헨                         |
| 5    | 엘링 브레우트 홀란      | 노르웨이   | 레드불 잘츠부르크 보루시아 도르트문트 |
| 6    | 즐라탄 이브라히모비치   | 스웨덴     | 로스앤젤레스 갤럭시 AC 밀란           |
| 7    | 해리 케인               | 잉글랜드   | 토트넘 홋스퍼                         |
| 8    | 로베르트 레반도프스키   | 폴란드     | 바이에른 뮌헨                         |
| 9    | 사디오 마네             | 세네갈     | 리버풀                                |
| 10   | 킬리안 음바페           | 프랑스     | 파리 생제르맹                         |
| 11   | 리오넬 메시             | 아르헨티나 | 바르셀로나                            |
| 12   | 네이마르                | 브라질     | 파리 생제르맹                         |
| 13   | 크리스티아누 호날두     | 포르투갈   | 유벤투스                              |
| 14   | 무함마드 살라흐         | 이집트     | 리버풀                                |
| 15   | 손흥민                  | 대한민국   | 토트넘 홋스퍼                         |

#### 여자 부문
골키퍼
| 번호 | 선수                  | 국적     | 소속 클럽                          |
| ---- | --------------------- | -------- | ---------------------------------- |
| 1    | 프리에데리크 압트     | 독일     | 볼프스부르크                       |
| 2    | 니콜 반하트           | 미국     | 유타 로얄스                        |
| 3    | 라우라 벤카스         | 독일     | 바이에른 뮌헨                      |
| 4    | 안 카트린 베르게르    | 독일     | 첼시                               |
| 5    | 사라 부하디           | 프랑스   | 올랭피크 리옹                      |
| 6    | 크리스티아네 엔들레르 | 칠레     | 파리 생제르맹                      |
| 7    | 헤드비그 린달         | 스웨덴   | 볼프스부르크 아틀레티코 마드리드   |
| 8    | 앨리사 내허           | 미국     | 시카고 레드 스타스                 |
| 9    | 산드라 파뇨스         | 스페인   | 바르셀로나                         |
| 10   | 사리 판 페이넨달      | 네덜란드 | 아틀레티코 마드리드 PSV 에인트호번 |

수비수
| 번호 | 선수                      | 국적           | 소속 클럽                           |
| ---- | ------------------------- | -------------- | ----------------------------------- |
| 1    | 밀리 브라이트             | 잉글랜드       | 첼시                                |
| 2    | 루시 브론즈               | 잉글랜드       | 올랭피크 리옹 맨체스터 시티         |
| 3    | 카데이샤 뷰캐넌           | 캐나다         | 올랭피크 리옹                       |
| 4    | 엘리 카펜터               | 오스트레일리아 | 올랭피크 리옹                       |
| 5    | 애비 덜켐퍼               | 미국           | 노스캐롤라이나 커리지               |
| 6    | 파울리나 듀데크           | 폴란드         | 파리 생제르맹                       |
| 7    | 크리스털 던               | 미국           | 노스캐롤라이나 커리지 포틀랜드 손스 |
| 8    | 마그달레나 에릭손         | 스웨덴         | 첼시                                |
| 9    | 닐라 피셰르               | 스웨덴         | 린셰핑                              |
| 10   | 사라 가마                 | 이탈리아       | 유벤투스                            |
| 11   | 스테파니 판 데르 흐라흐트 | 네덜란드       | 바르셀로나 아약스                   |
| 12   | 알리 크리에거             | 미국           | 올랜도 프라이드                     |
| 13   | 구마가이 사키             | 일본           | 올랭피크 리옹                       |
| 14   | 이레네 파레데스           | 스페인         | 파리 생제르맹                       |
| 15   | 웬디 르나르               | 프랑스         | 올랭피크 리옹                       |

미드필더
| 번호 | 선수                 | 국적       | 소속 클럽            |
| ---- | -------------------- | ---------- | -------------------- |
| 1    | 바르바라 보난세아    | 이탈리아   | 유벤투스             |
| 2    | 베로니카 보케테      | 스페인     | 유타 로얄스 AC 밀란  |
| 3    | 델핀 카스카리노      | 프랑스     | 올랭피크 리옹        |
| 4    | 셜리 크루스          | 코스타리카 | 알라후엘렌세 레인 FC |
| 5    | 에린 커스버트        | 스코틀랜드 | 첼시                 |
| 6    | 다니엘러 판 더 동크  | 네덜란드   | 아스널               |
| 7    | 줄리 어츠            | 미국       | 시카고 레드 스타스   |
| 8    | 포르미가             | 브라질     | 파리 생제르맹        |
| 9    | 카롤리네 그라함 한센 | 노르웨이   | 바르셀로나           |
| 10   | 아망딘 앙리          | 프랑스     | 올랭피크 리옹        |
| 11   | 지소연               | 대한민국   | 첼시                 |
| 12   | 로즈 라벨            | 미국       | 맨체스터 시티        |
| 13   | 칼리 로이드          | 미국       | 스카이 블루          |
| 14   | 제니페르 머로잔      | 독일       | 올랭피크 리옹        |
| 15   | 켈리 모린 오하라     | 미국       | 유타 로얄스          |

공격수
| 번호 | 선수                  | 국적           | 소속 클럽                         |
| ---- | --------------------- | -------------- | --------------------------------- |
| 1    | 코소바레 아슬라니     | 스웨덴         | 레알 마드리드                     |
| 2    | 스티나 블락스테니우스 | 스웨덴         | 린셰핑 예테보리                   |
| 3    | 타비사 쵸잉가         | 말라위         | 장쑤 쑤닝                         |
| 4    | 크리스치아니 호제이라 | 브라질         | 산투스                            |
| 5    | 베서니 잉글랜드       | 잉글랜드       | 첼시                              |
| 6    | 페르닐레 하르데르     | 덴마크         | 볼프스부르크 첼시                 |
| 7    | 토빈 히스             | 미국           | 포틀랜드 손스 맨체스터 유나이티드 |
| 8    | 아다 헤게르베르그     | 노르웨이       | 올랭피크 리옹                     |
| 9    | 헤니페르 에르모소     | 스페인         | 바르셀로나                        |
| 10   | 샘 커                 | 오스트레일리아 | 첼시                              |
| 11   | 외제니 르 소메르      | 프랑스         | 올랭피크 리옹                     |
| 12   | 리커 마르턴스         | 네덜란드       | 바르셀로나                        |
| 13   | 비비아너 미데마       | 네덜란드       | 아스널                            |
| 14   | 크리스티안 프레스     | 미국           | 유타 로얄스 맨체스터 유나이티드   |
| 15   | 메건 러피노           | 미국           | 레인 FC                           |